# Mistral (restaurang)
För andra betydelser, se Mistral.

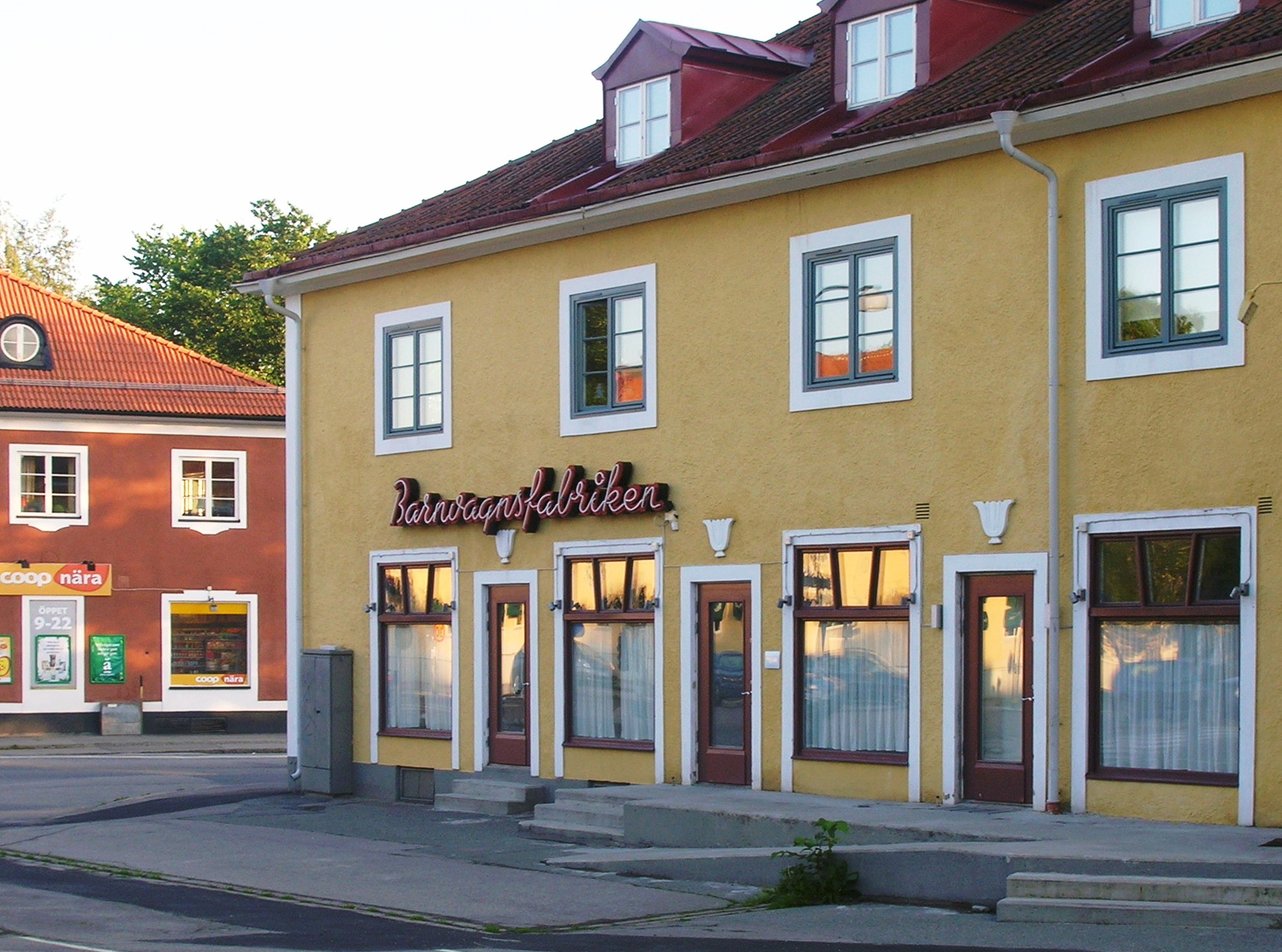
Kvarteret Sotaren vid Sockenvägen 529 uppfördes på 1920-talet.

Mistral var en exklusiv restaurang, som mellan 2009 och 2012 var belägen i Restaurang Barnvagnsfabrikens gamla lokaler på Sockenvägen 529 i Enskededalen i södra Stockholms kommun. 
Restaurangen höll en ekologisk profil med lokalt producerade råvaror från respektive säsong tillsammans med viner som ofta var biodynamiskt odlade. Restaurangen drevs av kocken Fredrik Andersson och servitören Björn Vasseur.
Mistral låg tidigare på Lilla Nygatan 21 i Gamla Stan i Stockholm. Restaurangen på Lilla Nygatan fick 2005 en stjärna i den prestigefyllda Guide Michelin som de behöll till nedläggningen på den adressen i slutet av 2007. 2004 vann de och restaurangen Gulddraken av Dagens Nyheter i kategorin Lyx. Lokalen på Lilla Nygatan inrymde senare, till år 2016 restaurangen Frantzén/Lindeberg som även de erövrade en stjärna i Guide Michelin i 2009 års utgåva, och sin andra i 2010 års utgåva.
Mistral stängde vid årsskiftet 2012/2013 sin lokal vid Sockenvägen.